# Championnat du Mexique de football 1964-1965
Navigation
Saison précédente Saison suivante
La Primera División 1964-1965 est la vingt-deuxième édition de la première division mexicaine.
Lors de ce tournoi, le Chivas de Guadalajara a conservé son titre de champion du Mexique face aux quinze meilleurs clubs mexicains.
Chacun des seize clubs participant au championnat était confronté deux fois aux quinze autres.

## Les 16 clubs participants
| \| Mexico: Club América CF Atlante Club Necaxa Pumas UNAM Guadalajara: CF Atlas Chivas de Guadalajara Deportivo Nacional Oro de Jalisco CD Cruz Azul / Zacatepec Oro Morelia Deportivo Veracruz CF Monterrey Deportivo Toluca FC FC León \ Mexico Guadalajara Deportivo Irapuato \| Localisation des clubs engagés dans le championnat. |
| Mexico: Club América CF Atlante Club Necaxa Pumas UNAM Guadalajara: CF Atlas Chivas de Guadalajara Deportivo Nacional Oro de Jalisco CD Cruz Azul / Zacatepec Oro Morelia Deportivo Veracruz CF Monterrey Deportivo Toluca FC FC León \ Mexico Guadalajara Deportivo Irapuato                                                           |

| Club                    | Stade                           | Capacité          | Ville                |
| Club América            | Stade Olímpico Universitario    | 62 214            | Mexico               |
| CF Atlante              | Stade inconnu                   | Capacité inconnue | Mexico               |
| CF Atlas                | Stade Jalisco                   | 56 713            | Guadalajara          |
| CD Cruz Azul            | Stade du 10-Décembre            | 17 000            | Ciudad Cooperativa   |
| Chivas de Guadalajara   | Stade Jalisco                   | 56 713            | Guadalajara          |
| Deportivo Irapuato      | Stade inconnu                   | Capacité inconnue | Irapuato             |
| Oro de Jalisco          | Stade Jalisco                   | 56 713            | Guadalajara          |
| FC León                 | Stade inconnu                   | Capacité inconnue | León                 |
| CF Monterrey            | Stade Tecnológico               | 33 485            | Monterrey            |
| Oro Morelia             | Campo Morelia                   | Capacité inconnue | Morelia              |
| Deportivo Nacional (en) | Stade Felipe Martínez Sandoval  | 10 000            | Guadalajara          |
| Club Necaxa             | Parque Oblatos                  | Capacité inconnue | Mexico               |
| Pumas UNAM              | Stade Olímpico Universitario    | 62 214            | Mexico               |
| Club Toluca             | Stade Nemesio Díez              | 27 000            | Toluca               |
| Deportivo Veracruz      | Parc Deportivo Veracruzano (en) | 12 000            | Veracruz             |
| Zacatepec               | Stade Coruco Díaz               | 16 000            | Zacatepec de Hidalgo |

## Compétition
Les seize équipes s'affrontent à deux reprises selon un calendrier tiré aléatoirement.
Le classement est établi sur l'ancien barème de points (victoire à 2 points, match nul à 1, défaite à 0).
Le départage final se fait selon les critères suivants si le titre ou la relégation sont en jeu :
- Le nombre de points.
- Un match de départage.

Sinon le départage final se fait selon les critères suivants :
- Le nombre de points.
- La différence de buts générale.
- La différence de buts particulière.
- Le nombre de buts marqué à l'extérieur.
- Le tirage au sort.

### Classement
| Rang | Équipe                    | Pts | J  | G  | N  | P  | Bp | Bc | Diff |
| ---- | ------------------------- | --- | -- | -- | -- | -- | -- | -- | ---- |
| 1    | Chivas de Guadalajara (T) | 40  | 30 | 15 | 10 | 5  | 47 | 29 | +18  |
| 2    | Oro de Jalisco            | 38  | 30 | 16 | 6  | 8  | 60 | 40 | +20  |
| 3    | CF Monterrey              | 37  | 30 | 17 | 3  | 10 | 45 | 27 | +18  |
| 4    | Club América (C)          | 34  | 30 | 10 | 14 | 6  | 36 | 23 | +13  |
| 5    | CF Atlante                | 33  | 30 | 10 | 13 | 7  | 28 | 25 | +3   |
| 6    | Pumas UNAM                | 31  | 30 | 11 | 9  | 10 | 39 | 39 | 0    |
| 7    | FC León                   | 30  | 30 | 12 | 6  | 12 | 37 | 35 | +2   |
| 8    | CD Cruz Azul (P)          | 29  | 30 | 10 | 9  | 11 | 45 | 42 | +3   |
| 9    | CF Atlas                  | 29  | 30 | 10 | 9  | 11 | 37 | 45 | -8   |
| 10   | Deportivo Veracruz (P)    | 28  | 30 | 10 | 8  | 12 | 41 | 44 | -3   |
| 11   | Club Toluca               | 27  | 30 | 8  | 11 | 11 | 31 | 34 | -3   |
| 12   | Club Necaxa               | 27  | 30 | 9  | 9  | 12 | 34 | 43 | -9   |
| 13   | Oro Morelia               | 26  | 30 | 10 | 6  | 14 | 44 | 52 | -8   |
| 14   | Zacatepec                 | 26  | 30 | 8  | 10 | 12 | 29 | 37 | -8   |
| 15   | Deportivo Irapuato        | 23  | 30 | 7  | 9  | 14 | 29 | 46 | -17  |
| 16   | Deportivo Nacional (en)   | 22  | 30 | 6  | 10 | 14 | 29 | 50 | -21  |

| Légende : Qualifications et relégations | Légende : Qualifications et relégations                                                              |
| --------------------------------------- | --- |
|                                         | Relégué en Primera División A                                                                        |
|                                         | (T) : Tenant du titre (C) : Vainqueur de la Copa México 1964-1965 (P) : Promu de la saison 1963-1964 |

## Bilan du tournoi
| Tableau d'Honneur    |                       |
| Compétition          | Vainqueur             |
| Primera División     | Chivas de Guadalajara |
| Copa México          | Club América          |
| Campeón de Campeones | Chivas de Guadalajara |

| Promotions et relégations     |                         |
| Relégué en Primera División A | Deportivo Nacional (en) |
| Promu de Primera División A   | CF Ciudad Madero (en)   |